# 比克山

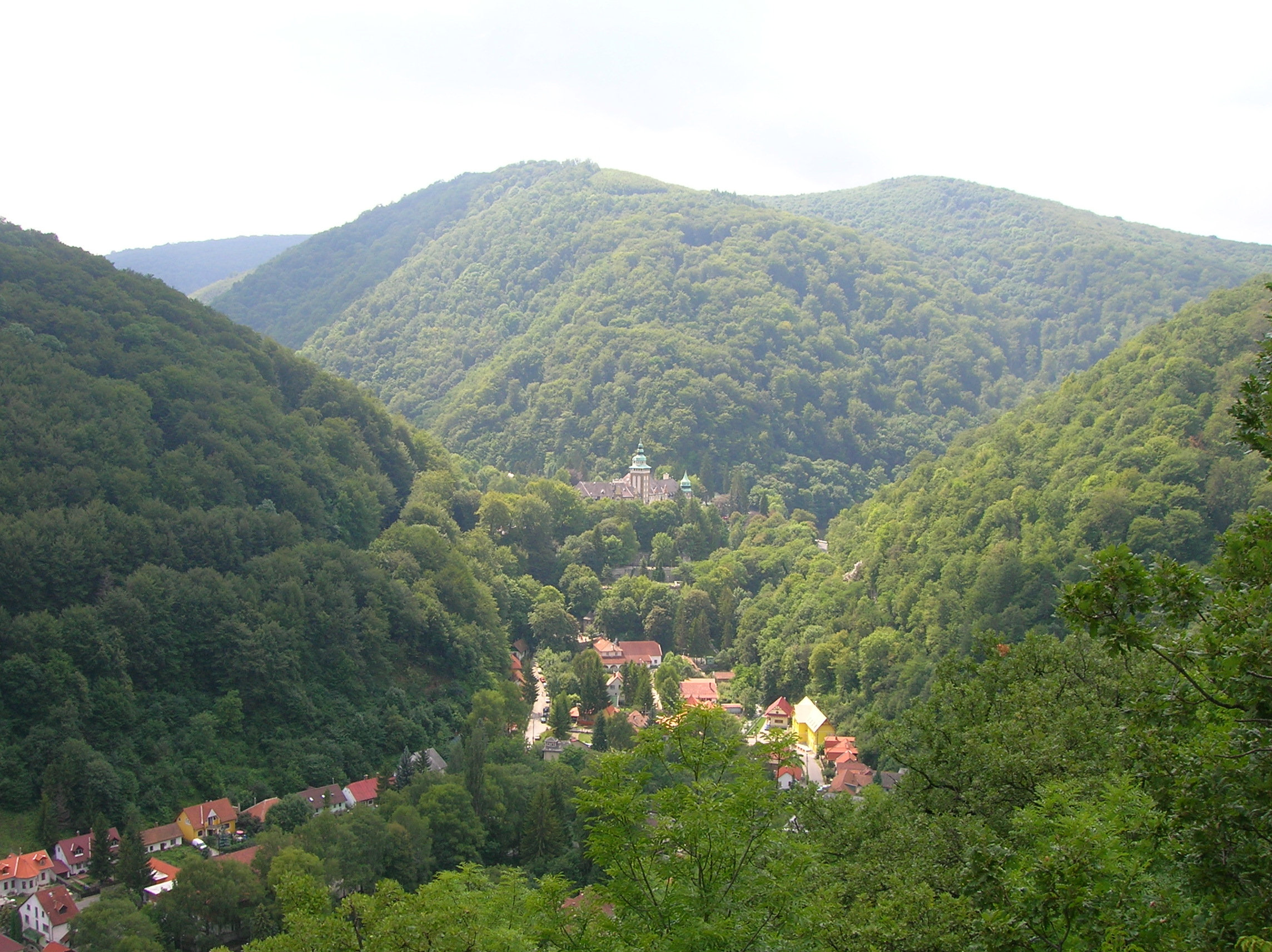
比克山

比克山（匈牙利語：Bükk，匈牙利語發音：[ˈbykː]）是西喀爾巴阡山脈北匈牙利山地的一部分，大部分地區屬於比克國家公園。雖然匈牙利的最高峰凱凱什峰不位於這裡，但該山脈的平均高度超過900米，最高峰是Istállós-kő，高959米，也是匈牙利第三高峰。

## 外部連結
- office miskolc/ARC show your card （页面存档备份，存于）
- Bükk National Park
- Marcel Loubens Caving Club （页面存档备份，存于）
- Accommodation in Bükk （页面存档备份，存于）

48°05′N 20°30′E / 48.083°N 20.500°E